# Ferrari Sigma
Ferrari Sigma – pokazowy samochód Formuły 1 z 1969 roku. Nigdy nie wziął udziału w wyścigu.

## Opis modelu
Ferrari Sigma, zaprezentowany 13 marca 1969 roku w Genewie, był prototypem, który nigdy nie był przeznaczony do brania udziału w wyścigach Formuły 1. Inspiracją do stworzenia samochodu był fakt, że wielu kierowców Formuły 1 umierało wskutek ciężkich wypadków z powodu niskich standardów bezpieczeństwa. Ferrari Sigma był samochodem skonstruowanym w 1969 roku przy współpracy Pininfariny z Revue Automobile ze wsparciem Enzo Ferrariego, Mercedesa i Fiata. Nazwę "Sigma" wybrano dlatego, że Pininfarina kilka lat wcześniej stworzyła już samochód o takim oznaczeniu.
Model został zaprojektowany przez Paolo Martina. Opierał się na samochodzie Formuły 1 Ferrari 312 i ważył 590 kg. Był wyposażony w silnik V12 o pojemności 3 litrów i mocy 436 KM przy 11000 obr./min.. Bolid ten miał być "samochodem przyszłości", pokazując głównie nowe standardy bezpieczeństwa. Zastosowano w nim takie innowacje, jak specjalna "komórka" bezpieczeństwa kierowcy, wielowarstwowy zbiornik paliwa, system gaśniczy, sześciopunktowe pasy bezpieczeństwa, tylny spojler tworzący ochronny pałąk czy wzmocnione sekcje boczne wystające za tylne koła w celu zapobiegnięcia zblokowania kół.
Oryginalny model wciąż jest własnością Pininfariny.